# Вознесенка (Воронежская область)
Вознесе́нка — село в Семилукском районе Воронежской области, относится к Лосевскому сельскому поселению.

## История
По данным сайта ВГУ, при раскопках в 1960-х годах на территории села обнаружено поселение и «получены материалы абашевской культуры эпохи бронзы», что, по-видимому, говорит о возможности датировки древнего поселения второй половиной II тысячелетия до н.э.
Село возникло как выселок из села Ендовище в середине XVIII века и называлось Шумейки (хутор Шумейков, Шумейковские хутора), вероятно, по фамилии первопоселенца, о чём до сих пор упоминают жители села.

## География
Расположено на правом берегу Ведуги, на холме и его береговых склонах, в 2 км от села Лосево.

### Улицы
В Вознесенке 8 улиц:
- улица Мира — центральная, имеет соединение с трассой Латная—Нижняя Ведуга, единственная заасфальтированная улица в селе. На ней расположены отделение Семилукского райпо, почтовое отделение, здание бывшего сельского дома культуры, храм;
- улица Донская;
- улица Казацкая;
- улица Набережная;
- улица Полевая;
- улица Садовая;
- улица Солнечная;
- переулок Дачный.

## Население
| 1859 | 1897  | 2005 | 2010 |
| ---- | ----- | ---- | ---- |
| 1140 | ↗1994 | ↘299 | ↘261 |

## Экономика
На территории села расположены зерновой элеватор и сельскохозяйственный кооператив.
На южной окраине села расположен разрушенный в 1990-х годах коровник совхоза Гремколодезный.

### Транспорт
Поддерживается автобусное сообщение с Лосевым, Латной и Семилуками.
Рейсовые автобусы Семилукского и Воронежского ПАТП:
- № 103 (Семилуки—Лосево) — прибытие в Вознесенку около 06:00, 10:00 и 14:00, отправление из Семилук в 05:30, 09:10 и 13:30 ежедневно. Остановка в Вознесенке находится перед сельским отделением Семилукского райпо (магазином);
- Воронеж—свх. Гремколодезное — отправление из Воронежа с Центрального автовокзала в 09:05, 14:30 ежедневно. Остановка по требованию у поворота на Вознесенку с трассы Латная—Нижняя Ведуга;
- Воронеж—Старая Ольшанка — отправление из Воронежа с Центрального автовокзала в 16:50 — в пятницу, 10:15 и 16:50 — в субботу, 10:15 — в воскресенье. Остановка по требованию у поворота на Вознесенку с трассы Латная—Нижняя Ведуга.

## Инфраструктура

### Водо- и электроснабжение
Село обеспечено электроснабжением. Улица Мира также обеспечена холодной водой от водокачки, расположенной в селе.

### Газоснабжение
В 2007—2009 годах была газифицирована улица Мира и частично — улица Солнечная. Работы по газификации остальных улиц продолжаются в настоящее время.

## Достопримечательности
- Храм Вознесения Господня[6] — историко-архитектурный памятник второй четверти XIX века, полуразрушенная церковь.
- Местом отдыха приезжающих, как правило, является пруд в 1 км к юго-востоку от ул. Мира. В настоящее время взят в аренду частным лицом, лов рыбы на нём платный, стоимость — 400 рублей в сутки.